# إيثرنت

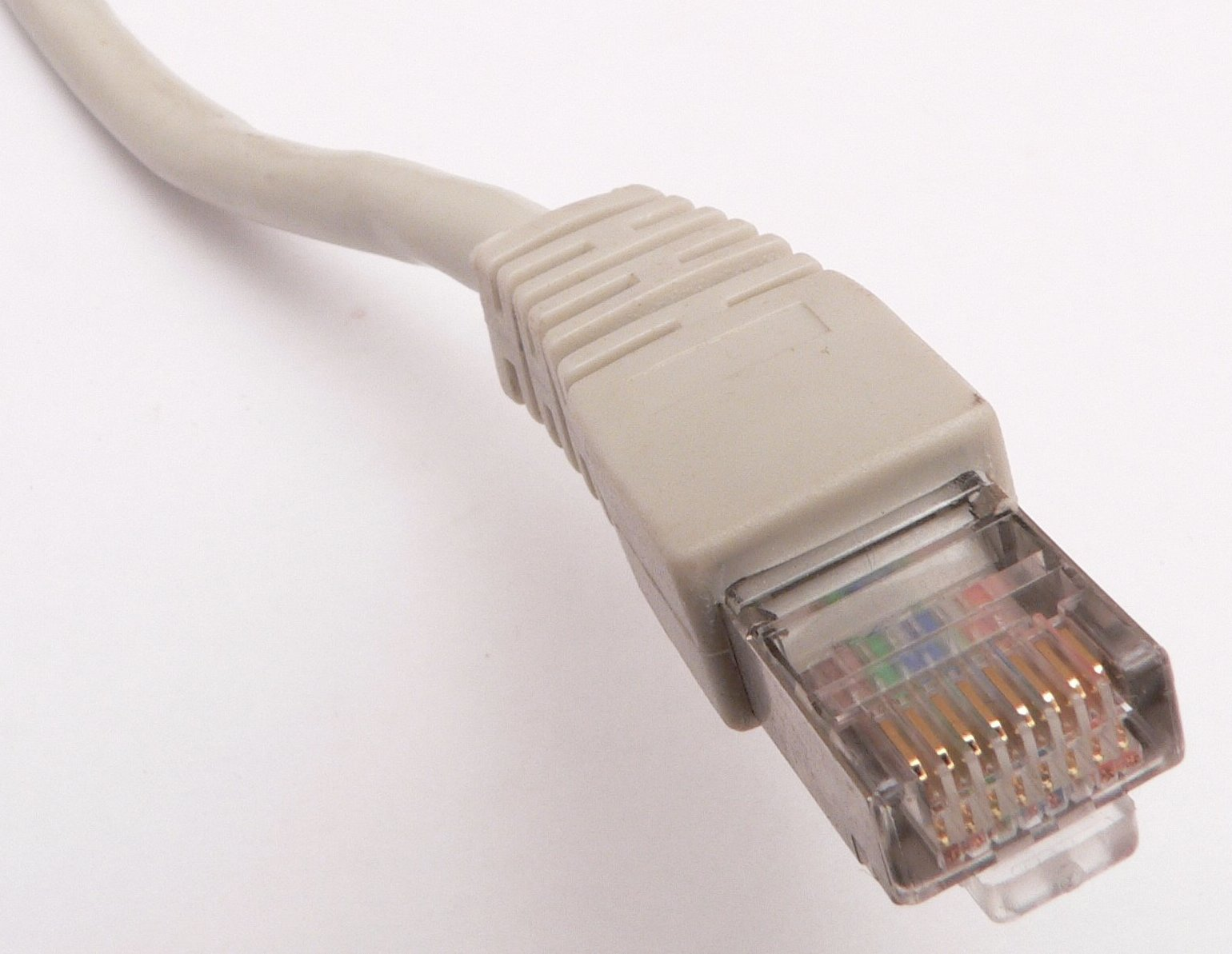
أي آر جي 45 القياسي موصّل إيثرنت.

الإيثرنت أو الإثرنت (بالإنجليزية: Ethernet) هي عائلة من تقنيات شبكات الحاسوب تستعمل عادة في الشبكات المحلية والشبكات الإقليمية. قُدمت تجاريًّا في عام 1980 وأصبحت معيارًا أول مرة عام 1983 في معيار آي إي إي إي 802.3.
تعبر الإيثرنت عن مجموعة من القواعد العامة لطريقة الربط الفيزيائي ونقل رسائل المعطيات بين مجموعة من محطات العمل في الشبكات المحلية وتعتبر تمثيلاً للطبقتين الأولى (الطبقة الفيزيائية) والطبقة الثانية (طبقة ربط المعطيات) في توصيف اتصال النظم المفتوحةالـ OSI Model فهى تقوم بتحديد خصائص وماهيات ووظائف المكونات المادية - الطبقة 1 في OSI - مثل شكل الكابلات، شدة التيار المتحكم بالإشارات الكهربائية الحاملة لرسائل المعطيات وما إلى ذلك بلإضافة إلى - خصائص الطبقة 2 في OSI - مثل العنوان ماك MAC Address وبرتوكولات طبقة ربط المعطيات Data Link Layer(طبقة ربط البيانات).
و لا تزال تقنيات الإيثرنت في تطور مستمر منذ نشوئها عام 1979 بحيث تزداد قدرتها على التوسع الدائم واستيعاب أكبر عدد ممكن من الأجهزة المتصلة مع تأمين إمكانية النقل بسرعات عالية خلال أزمنة صغيرة وهذا ما يجعلها من أوسع تقنيات الشبكات المحلية انتشاراً وأكثرها استخداماً.
و لشبكات الإيثرنت عدة أنواع من حيث السرعات المتوفرة وهي:
Ethernet : تبلغ سرعة النقل فيها 10Mbps
Fast Ethernet : تبلغ سرعة النقل فيها 100Mbps
Giga Ethernet : تبلغ سرعة النقل فيها 1Gbps
10 Giga Ethernet : تبلغ سرعة النقل فيها 10Gbps

## تاريخ
في مركز أبحاث زيروكس بمدينة بالو ألتو، كاليفورنيا، أراد فريق عمل يرأسه الدكتور روبرت ميتكالف توصيل أكثر من 100 حاسب باستخدام كابل يبلغ طوله 1 كيلومتر.. فأنتجت الجهود المبذولة شبكة تعمل بسرعة 2.94 Mbps وتستخدم نظام CSMA/CD لمعالجة التصادم وهي التي أطلق عليها بداية اسم «الإيثرنت» وهي ما يرتبط اسمها دوما باسم الدكتور روبرت ميتكالف.
و في عام 1979 نشأ تعاون بين زيروكس وإنتل وديجيتال إكوبمينت لإيجاد إصدار معياري للإيثرنت كمنتج، عرف باسم DIX Ethernet Standard تعمل بسرعة Mbps10 وتستخدم كابل محوري وتضمن هذا المعيار توصيف الطبقتين الفيزيائية وطبقة ربط البيانات وللشبكة المحلية بحد ذاتها.. ومع حلول عام 1982 ظهرت DIX V2.0 التي تميزت عن سابقتها بمزيد من التعديلات وتصحيح للعديد من الأخطاء..

## التوصيف المعياري للإيثرنت
في شباط عام 1980، جرى تشكيل لجنة من قبل الهيئة IEEE (Institute of Electrical and Electronics Engineers) من أجل إيجاد معايير قياسية للعديد من تقنيات الشبكات، أطلق على هذه اللجنة الاسم (802) نسبة إلى العام والشهر الذي أحدثت فيه، وتم تقسيم هذه اللجنة إلى عدة لجان جزئية عنيت كل منها بتقييس تقنية معينة من تقنيات الشبكات فأعطيت هذه اللجان أرقاماً تنسبها إلى اللجنة الأصلية فيظهر اسم تلك اللجان الجزئية على الشكل 802.X، فكانت اللجنة 802.3 هي التي عنيت بإيجاد الخوارزمية العامة لإيجاد آلية عمل شبكات التي تستخدم الـ CSMA/CD والتي تندرج تحتها الـ DIX إيثرنت، وكانت أيضاً اللجنة 802.2 التي اهتمت بتقسيم طبقة الـ Data link layer إلى طبقتين جزئيتين: الطبقة الجزئية العليا طبقة التحكم المنطقية (LLC)ـ LLC (Logical Link Control) ومهمتها تقديم أكثر من نقطة تزويد خدمة (Service Access Point SAP) لـ طبقة الشبكة الـ Network والتحكم بالدفق والتزامن وتفقد وجود الأخطاء، والطبقة الجزئية الدنياـ MAC (Media Access Control) التي تعنى بعمليات نقل المعطيات بين كرت الشبكة (Network Interface Card) والوسط الفيزيائي للنقل 0

## الوسط الفيزيائي (Medium)
تستخدم شبكات الإيثرنت عدة أنواع من كابلات التوصيل وتختلف هذه الكابلات من حيث البنية والسعة العظمى للنقل (Data Rate) وهي:
الكابل المحوري (Coaxial Cable) : في المراحل الأولى للإيثرنت جرى استخدام كابل عرف باسم ThickNet قطره 10 ملم يتميز بمعدل نقل 10Mbps ويستخدم الآلية BaseBand لكشف الأخطاء، ويتيح طولاً أعظمياً للشبكة (Network Span) يقارب الـ 2500 متر، وعدد من العقد في المقطع يبلغ أعظمياً الـ 100 عقدة وبحيث لا يتجاوز طول المقطع الـ 500 متر ويعرف أيضاً باسم 10Base5 حيث ترجع العشرة إلى معدل النقل والـ Base إلى آلية كشف الخطأ والـ 5 إلى الطول الأعظمي للمقطع.
أما النوع الآخر من الكابلات المحورية فهو ما عرف باسم ThinNet قطره 5 ملم يتميز بمعدل نقل 10Mbps ويستخدم الآلية BaseBand لكشف الأخطاء، ويتيح طولاً أعظمياً للشبكة (Network Span) يقارب الـ 925 متر، وعدد من العقد في المقطع يبلغ أعظمياً الـ 30 عقدة وبحيث لا يتجاوز طول المقطع الـ 500 متر ويعرف أيضاً باسم 10Base2 حيث ترجع العشرة إلى معدل النقل والـ Base إلى آلية كشف الخطأ والـ 2 إلى الطول الأعظمي للمقطع، ونلاحظ أن هذا النوع من الكابلات عموماً أصبح نادر الوجود في الوقت الحالي.
و هناك نوع ثالث من الكابلات المحورية المستخدمة في شبكات إيثرنت تعرف بـ 10Broad36 حيث يبلغ قطر الكابل 0.4-1.0 سم يتميز بمعدل نقل 10Mbps ويستخدم الآلية BroadBand لكشف الأخطاء، ويتيح طولاً أعظمياً للشبكة (Network Span) يقارب الـ 3600 متر ولا يتجاوز طول المقطع الـ 1800 متر.
الكابلات المجدولة Twisted Pair : ولها نوعان هما Shielded Twisted Pair (STP) و Unshielded Twisted Pair (UTP) يختلفان اختلافاً بسيطاً في البنية بحيث أن الأول يعد أكثر مقاومة للتشويش ولكنه أعلى كلفة.
تستخدم شبكلا الإيثرنت النوع UTP حيث يبلغ قطر الكابل 0.4-0.6 سم يتميز بمعدل نقل 10Mbps ويستخدم الآلية BaseBand لكشف الأخطاء، ويتيح طولاً أعظمياً للشبكة (Network Span) يقارب الـ 500 متر ولا يتجاوز طول المقطع الـ 100 متر ويعرف أيضاً باسم 10BaseT.
و هناك سعات لكابلات الـ UTP تبلغ الـ 100Mbps يمكنها تخديم الـ 100Mbps إيثرنت وحتى الـ Gigabit إيثرنت وتوفير مسافات أعظمية أكبر للشبكة.
الألياف الضوئية (Optical Fiber) : أكثر كلفة من الـ UTP لاستخدامها تقنيات نقل أعلى وتستخدم غالباً في توصيل المبدلات (switches) والمركّزات hubs وليست شائعة الاستخدام في توصيا الحواسب والطرفيات إلى الشبكة نظراً لكلفتها المرتفعة.

## الإطار (Frame)
نميز للإطار بنيتين أساسيتين أولاهما تعبر عن الإطار المستخدم في إيثرنت II (أو Ethernet DIX V2.0) والأخرى تعبر عن البنية القياسية للإطار المحدد من قبل IEEE وتبدو هاتان البنيتان على الشكل:
بنية الإطار Ethernet II :
- حقل المقدمة Preamble : وهو عبارة عن 7Bytes مهمتها تحديد بداية الإطار وتحقيق التزامن بين المرسل والمستقبل.
- حقل محدد بداية الإطار (Start Of Frame Delimiter SOF) : وهو عبارة عن 1Byte ينتهي دوماً بالبتّين 11 لإعطاء إشارة أن البتّات التالية تعبر عن العنوان MAC للمستقبل.
- حقل عنوان المستقبل (Destination Address DA) وهو عبارة عن 6Bytes لتحديد الـ MAC Address للمستقبل وقد يكون المستقبل عقدة وحيدة (UniCast) أو عدة عقد (MultiCast) أو كافة عقد الشبكة (BroadCast).
- حقل عنوان المرسل (Source Address SA) وهو عبارة عن 6Bytes لتحديد الـ MAC Address للمرسل.
- الحقل (Type) : ويستخدم لترميز البروتوكول المستخدم في الطبقة الأعلى التي ستمرر المعطيات إليها ويستخدم الترميز السداسي عشر فمثلاً بفرض كانت قيمته السداسية عشر هي عبارة عن 0800 فهذا يعني أن بروتوكول الطبقة العليا المستخدم هو بروتوكول الإنترنت IP protocol، بينما تدل القيمة السداسية عشر 8137 على أن بروتوكول الطبقة الأعلى هوProtocol IPX.
إن مجموعة الحقول (Destination Address DA و Source Address SA و Type) تؤلف ما يسمى بالترويسة Header.
- الحقل Data: وهو متغير الطول ويعبر عن المعطيات الفعلية التي يجري إرسالها والتي تجري عليها عملية Framing والتي سيجري تمريرها إلى الطبقة التالية.

## التصادم
تتصل العقد A و B و C و D جميعها إلى Medium وحيد فهي تؤلف مقطعاً Segment.. وبفرض أرادت العقدة A إرسال بيانيات للعقدة B عبر الشبكة، عندها سينتقل الطرد المرسل من A إلى كافة العقد المتصلة بالشبكة وستقوم كل منها بمقارنة عنوان الـ MAC الخاص بها مع عنوان المستقبل DA الوارد في الطرد لتتأكد إن كان الطرد يخصها وإلا فإنها تهمله (و هو ما تقوم به العقدتان C و D في هذه الحالة).
و في حال كان عنوان المستقبل هو العنوان العام (BroadCast) ستعتبر كل عقدة من هذه العقد أن الطرد المرسل يخصها وستقوم بمعالجته.
و بناء على هذه البنية يحدث التصادم في حال أرادت عقدتان إرسال إطار في وقت واحد.
آلية الإصغاء في النفاذ المتعدد وكشف التصادم (Carrier Sence Multiple Access with Collision Detection CSMA/CD) :
الإصغاء: وتعني أن أي عقدة قبل أن تقوم بإرسال أي طرد إلى الوسط فإنها «تصغي» إلى الوسط أي تستشعر وجود إشارة حاملة Carrier يجري إرسالها على الكابل في الوقت الحالي.. وذلك بهدف معرفة إن كانت هناك عقدة أخرى في حالة إرسال أو كان الوسط فارغاً وجاهزاً لاستقبال طرد لإيصاله إلى باقي العقد.
النفاذ المتعدد: ومعناه أن إي طرد يجري إرساله عبر الوسط يجري استقباله من كافة عقد الوسط (لأنها جميعاً في حالة إصغاء) ومن ثم اتخاذ القرار بإهماله أم معالجته.
كشف التصادم: يحدث التصادم عندما تستشعر عقدتان أن الوسط فارغ وتبدأان بإرسال الطرود في الوقت نفسه.. وبما أن أي عقدة متصلة بالشبكة تصغي إلى الشبكة في نفس الوقت الذي ترسل فيه طروداً عبر الشبكة لتتأكد من أنها العقدة الوحيدة المرسلة على الشبكة، فما يحدث عند التصادم هو أن العقدة المرسلة ستعود إليها الإشارة المرسلة ولكن بشكل مشوه (grambled) وعندها ستستشعر وجود التصادم وستتوقف عن الإرسال وتنتظر فترة زمنية حتى يتم تفريغ الوسط هذه الفترة الزمنية تدعى غرامة/زمن التأخير (back off time/delay) طول هذه الفترة عشوائي أي أنه يختلف من عقدة إلى أخرى وذلك لتفادي حدوث التصادم من جديد في حال قيام العقد بإعادة الإرسال بعد انقضاء نفس الزمن.
تقطيع الشبكة إلى عدة مقاطع Segmentation :
يؤلف المقطع الوحيد Segment مجال تصادم Collision Domain تصبح معالجة مشكلة التصادم عليه أعقد وأصعب وتستغرق وقتاً أكثر كلما زاد عدد العقد المتصلة بمقطع وحيد ومن هنا تظهر أهمية عملية تقسيم الشبكة إلى مقاطع متعدد تشكل مجالات تصادم متعددة Multiple Collision Domain يسهل حل التصادم على كل منها وفي نفس الوقت جرى توسيع للشبكة وإضافة عدد جديد من العناصر المنتمية للشبكة.
آليات مختلفة لتقطيع الشبكة Segmentation :
إن عملية التقطيع Segmentation قسمت الشبكة إلى عدة مقاطع غير متصلة مع بعضها.. فلا بد من إيجاد طريقة للوصل بحيث تستطيع عقد تنتمي إلى مقاطع مختلفة تبادل المعلومات فيما بينها، وهنا جرى استخدام نقاط (عناصر) وسيطة.. إذ لم تعد الشبكة في هذه الحالة مؤلفة من عقد متصلة بكابل فحسب وإنما أصبحت الشبكة مؤلفة من نوعين أساسيين من الأجهزة:
النوع الأول يدعى عناصر الشبكة الطرفية (Data Terminal Equipment DTE) وتتمثل بكل ما الأجهزة التي بإنمانها إرسال البيانات واستقبالها.
و النوع الثاني يدعى عناصر الشبكة الوسيطة (Data communication equipment DCE) نقاط وسطى تستقبل الطرود من جهة وتمررها إلى جهات أخرى وفق آليات مختلفة وتتمثل في أجهزة مثل مكرر الإشارة repeater (نفس مبدأ عمل المركّز موزع تقريباً) والـ Bridge والمبدّلة switch والـ routers وجميعها تمثل صلة الوصل بين أكثر من مقطع Segment وتتيح توسيع حجم الشبكة كما تعتبر بطاقات الشبكة Network Interface Cards NICs من أحد أنواع عناصر التواصل في الشبكة.
استخدام المركّز موزع أو بين مقاطع الشبكة:
يقوم المركّز موزع ببساطة بتمرير الإطار Frame الوارد إلى دخله إلى كافة مخارجه أي أنه يمرر أي إطار متواجد على أي من المقاطع المتصلة به إلى كافة المقاطع الأخرى حيث يجري تعميمها على كافة العناصر المرتبطة بهذا المقطع Segment ولكن هذه الطريقة في تعميم الإطارات تسبب الكثير من الهدر في عمليات النقل وهذا ما يجعل استخدام محصوراً بالشبكات الصغيرة التي تتميز بمعدلات منخفضة من المعطيات التي يجري نقلها.
استخدام الـ جسر بين مقاطع الشبكة:
يصل الـ جسر بين مقاطعن مختلفة من الشبكة ولكنه يختلف عن المركّز موزع بأنه يختبر عنوان المستقبل فلا يقوم بإرسال الإطار من المقطع الحاوي على العقدة المرسلة إلى كافة المقاطع المتصلة به وإنما يرسله فقط إلى المقطع الحاوي على العقدة ذات العنوان المستقبل.. أي أن الـ جسر يصل بين مقطعين فقط على عكس المركّز Hubالذي كان يصل بين مقطع من جهة وعدة مقاطع من جهة أخرى.
و في حال كان المرسل والمستقبل ينتميان إلى نفس المقطع فإن الـ جسر لا يقوم بتمرير إي إطار إلى أي مقطع خارجي آخر وهذا ما يجعله قادراً على القيام بعمليات نقل داخلية (ضمن مقطع واحد) متعددة في أكثر من مقطع في الوقت نفسه (على التوازي).
استخدام المبدّلة Switch بين مقاطع الشبكة: 
تتألف المبدّلة Switch من عدة بوابات Ports تتصل كل منها بعنصر شبكة وحيد (قد يكون DCE - مثل المركّز Hubأوالمبدّلة switch أخرى مثلاً- أو DTE - كأن يكون حاسباً أو طابعة أو..) أي أن المبدّلة Switch تصل بين عدة مقاطع كل مقطع مؤلف من عقدة Node وحيدة متصلة بالكابل مما يجعل الشبكات التي تستخدم المبدّلة Switch (Switched Networks) خالية تماماً من التصادم Collision Free.
تقوم المبدّلة Switch باستقبال الطرد من المرسل وتحديد وجهة هذا الطرد.. وبما أن كل مقطع Segment متصل إلى أحد بوابات المبدّلة Switch مؤلف من عنصر وحيد فإن عنوان المستقبل سيجري تمريره إلى منفذ port وحيدة متصلة مباشرة بالمستقبل نفسه وبالتالي تمرير الإطار إلى الجهة المستقبلة وحدها دون شغل أي عنصر من عناصر الشبكة باستقبال إطار قد لا يخصه.
تعمل المبدّلة Switch بإحدى التقنيتين: Full Duplex technology أو Half-Duplex Technology
حيث تعني التقنية Half Duplex أن كل منفذ port من منافذ المبدّلة switch وما يتصل به من DCE أو DTE أو NIC يستطيع أن يقوم بالإرسال فقط أو الاستقبال فقط في وقت واحد.
أما التقنية Full Duplex تعني أن المنفذ port وما يتصل به يستطيع أن يقوم بإرسال البيانات واستقبالها في وقت واحد مما يضاعف من عرض الحزمة.. فمثلاً إن كان معدل النقل يعادل 100Mbps وكانت التقنية المستخدمة هي Full Duplex فهذا يعني أن سرعة النقل المجملة أصبحت تعادل 200Mbps.
- الحقل trailer: وهو عبارة عن 4Bytes يختتم به الإطار ويستخدم للكشف عن الأخطاء حيث تخزن فيه قيمة تدعى Frame Check Sequence FCS والتي يجري حسابها وفقاً لخوارزمية لكشف الأخطاء (Cyclic Redundancy Check CSC) والتي لها أنواع مختلفة ويجري تطبيقها على الحقول بدءاً من DA وحتى نهاية الإطار وأثناء الحساب تؤخذ قيمة FCS أصفاراً، وعند الاستقبال يقوم المستقبل بتطبيق نفس خوارزمية كشف الأخطاء وإيجاد الناتج ومقارنته مع الحقل FCS للتأكد من خلو الطرد من أخطاء أثناء عملية النقل.
بنية الإطار Ethernet 802.3 :
نلاحظ أن الحقول جميعها مطابقة للحقول السابقة عدا أحد حقول الترويسة وهو الحقل Length وهو نفس الـ 2Bytes السابقتين ولكنها تلعب دورا في تحديد الحقل MAC-client data وهو حقل جزئي من حقل البيانات data.